# Michael Gründlinger
Michael Gründlinger (* 1791; † 17. März 1881 in Stein an der Donau) war ein österreichischer Jurist und Politiker.

## Leben
Gründlinger absolvierte ein Studium der Rechtswissenschaften. Danach war er Oberbeamter bei der Herrschaft Wolfpassing und nach 1849 Grundgerichtsrat in Stein an der Donau.
Er war vom 18. Mai bis zum 28. November 1848 Mitglied der Frankfurter Nationalversammlung für Österreich unter der Enns in Amstetten in der Fraktion Casino.